# Anson's
Anson's Herrenhaus KG (gestileerd als ANSON’S) met het hoofdkantoor in Düsseldorf is een Duitse detailhandelsonderneming voor herenkleding met 20 filialen en meer dan 1.000 medewerkers. Ze verkoopt kleding van internationale merken en ontwerpers.

## Historie
Anson's werd in 1989 opgericht in Essen. In tegenstelling tot het grote modeassortiment bij Peek & Cloppenburg verkoopt Anson's alleen herenmode. Anson's Herrenhaus KG is geen dochteronderneming van Peek-&-Cloppenburg, maar een zelfstandige onderneming die opgebouwd werd door de voormalige Peek-&-Cloppenburg-manager Stefan Ziebold. Hij was de eerste Anson's-medewerker en is tot op heden als gevolmachtigd bestuurder van de onderneming samen met John Cloppenburg – een zoon van de P&C-West-aandeelhouder – voor het ondernemingsbeleid verantwoordelijk. Enkele Anson’s-aandeelhouders behoren tot de familie Cloppenburg, andere andeelhouders zijn ook aandeelhouder bij Peek & Cloppenburg West. De vervlechting van de beide ondernemingen is onbetwist. Sinds 1 januari 2010 is de samenwerking geïntensiveerd door het gebruik van de centrale diensten van P&C. John Cloppenburg werd lid van het bestuur van Anson's en het bestuur van Peek & Cloppenburg KG Düsseldorf en is verantwoordelijk voor de inkoop.

## Filialen en merken
Anson's heeft filialen in Berlijn (1995), Bonn (1990), Bremen (1999), Dortmund (2005), Düsseldorf, (1994) Essen(1989), Frankfurt am Main (2009), vier keer in Hamburg (1993, 1998), Karlsruhe (2005), tweemaal in Keulen (1999, 2010), Krefeld (1989), Mülheim an der Ruhr (2002), Nürnberg (1989), Saarbrücken (1995) Sulzbach (1998) en Wiesbaden (2008). Daarnaast waren er filialen in Offenbach (1992-2008) en Kiel (1993-2017)
De modehuizen zijn meestal opgedeeld in verschillende afdelingen: op de afdeling "Magazin" wordt trendy mode aangeboden van: Boss Orange, Ben Sherman, Minimum, Fred Perry, Diesel, Khujo, Gloverall, Penfield, Tommy Denim, Drykorn, Lyle & Scott, Superdry, Adidas en het huismerk Review. De afdeling "Casual Wear " biedt onder meer Lacoste, Tommy Hilfiger, Marc O’Polo en huismerken aan. In veel filialen is er daarnaast nog een shop-in-the-shop van Polo Ralph Lauren, een kostuumafdeling, een Premiumabteilung, een jeansafdeling en een G-Star- en Napapijri-boetiek.
Anson's heeft een aantal huismerken (Abrams, Christian Berg, Four X, Paul Rosen en Hemlock)  gecreëerd. Deze worden deels ook bij Peek & Cloppenburg en andere branchegenoten verkocht.

## Personen
- Harro Uwe Cloppenburg, aandeelhouder van Peek & Cloppenburg, Düsseldorf – aandeelhouder van Anson's Herrenhaus KG, Düsseldorf